# APOP
APOP – metoda uwierzytelniania zapewniająca dodatkowe zabezpieczenie przed przesyłaniem hasła jawnym tekstem podczas sesji POP3. Wykorzystuje w tym celu tzw. znacznik czasowy będący częścią składową bannera powitalnego przekazywanego przez serwer POP3 po podłączeniu się klienta. Oprogramowanie klienckie skleja ten znacznik z hasłem użytkownika i oblicza sumę kontrolną algorytmem MD5. 
W przypadku gdy połączenie POP3 jest szyfrowane np. poprzez tunel SSL, metoda ta nie zwiększa bezpieczeństwa, wręcz przeciwnie, gdyż serwer w celu sprawdzenia wyliczonej wartości musi mieć dostęp do bazy zawierającej hasła zapisane jawnie, a nie jako wynik dowolnej funkcji mieszającej.

## Przykład
Poniżej przedstawiony przykład obrazuje użycie komendy APOP do przeprowadzenia uwierzytelnienia użytkownika mrose o haśle tanstaaf.
```
+OK POP3 server ready <1896.697170952@dbc.mtview.ca.us>
APOP mrose c4c9334bac560ecc979e58001b3e22fb
+OK maildrop has 1 message (369 octets)
```

Argumentami APOP są kolejno nazwa użytkownika oraz suma kontrolna obliczona w tym przypadku na ciągu
```
<1896.697170952@dbc.mtview.ca.us>tanstaaf
```

wynosząca
```
c4c9334bac560ecc979e58001b3e22fb
```